# Robert John Raven
Robert John Raven (abreviado Raven), es un aracnólogo australiano.
Diplomado en la Universidad de Queensland en 1981, es Curator of arthropods del Queensland Museum.

## Taxones nombrados en su honor
- Notozomus raveni Harvey, 1992
- Troglosiro raveni Shear, 1993
- Micromerys raveni Huber, 2001
- Habronestes raveni Baehr, 2003

## Taxones descritos
Describió unos 40 géneros y 350 especies.
- Angka Raven & Schwendinger, 1995
- Angka hexops Raven & Schwendinger, 1995
- Aurecocrypta Raven, 1994
- Australothele Raven, 1984
- Barycheloides Raven, 1994
- Bymainiella Raven, 1978
- Caledothele Raven, 1991
- Carrai Raven, 1984
- Carrai afoveolata Raven, 1984
- Fijocrypta Raven, 1994
- Fijocrypta vitilevu Raven, 1994
- Idioctis xmas Raven, 1988
- Leptothele Raven & Schwendinger, 1995
- Leptothele bencha Raven & Schwendinger, 1995
- Mandjelia Raven, 1994
- Mediothele australis Raven & Platnick, 1978
- Mexentypesa Raven, 1987
- Mexentypesa chiapas Raven, 1987
- Ministigmata Raven & Platnick, 1981
- Ministigmata minuta Raven & Platnick, 1981
- Moruga Raven, 1994
- Namea Raven, 1984
- Namirea Raven, 1984
- Natgeogia Raven, 1994
- Natgeogia rastellata Raven, 1994
- Nihoa Raven & Churchill, 1992
- Orstom Raven, 1994
- Ozicrypta Raven, 1994
- Paraembolides Raven, 1980
- Plesiothele Raven, 1978
- Plesiothele fentoni Raven, 1978
- Questocrypta Raven, 1994
- Questocrypta goloboffi Raven, 1994
- Rhianodes Raven, 1985
- Seqocrypta Raven, 1994
- Sinopesa Raven & Schwendinger, 1995
- Striamea Raven, 1981
- Teranodes Raven, 1985
- Tungari Raven, 1994
- Xamiatus Raven, 1981
- Zophorame Raven, 1990

## Abreviatura (zoología)
La abreviatura Raven  se emplea para indicar a Robert John Raven como autoridad en la descripción y taxonomía en zoología.